# Justicia nilgherrensis
Justicia nilgherrensis är en akantusväxtart som först beskrevs av Christian Gottfried Daniel Nees von Esenbeck, och fick sitt nu gällande namn av C. B. Cl.. Justicia nilgherrensis ingår i släktet Justicia och familjen akantusväxter. Inga underarter finns listade i Catalogue of Life.